# Christiane van Erbach
Gravin Christiane van Erbach (5 juni 1596 – Culemborg, 6 juli 1646), Duits: Christiane Gräfin zu Erbach, was een gravin uit het Huis Erbach en door huwelijk gravin van Nassau-Siegen.

## Biografie

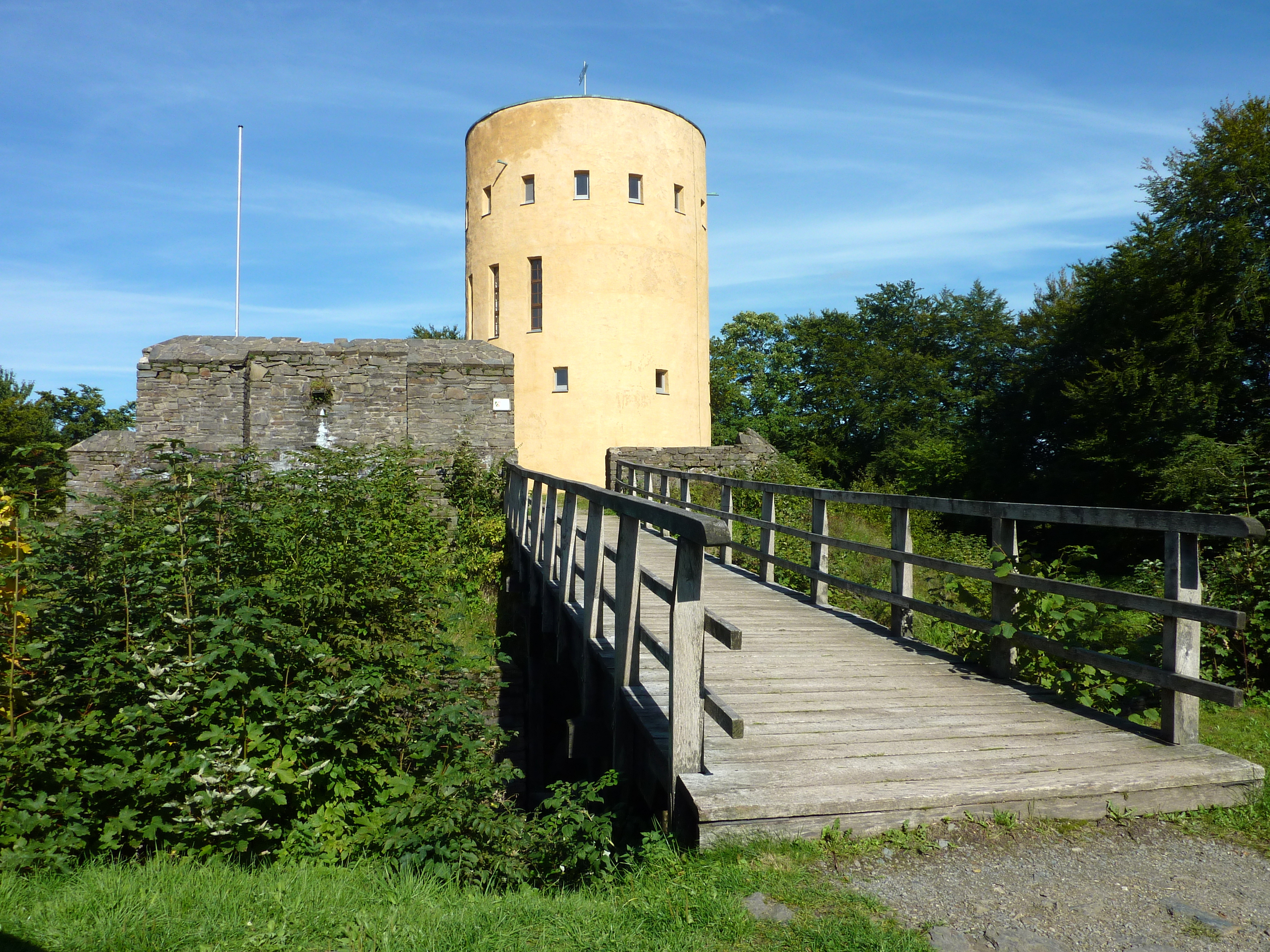
De Burcht Ginsburg.

Christiane werd op 5 juni 1596 geboren als dochter van graaf George III van Erbach en gravin Maria van Barby en Mühlingen. Ze huwde op Slot Siegen op 17 januari 1619 met graaf Willem van Nassau-Siegen (Dillenburg, 13 augustus 1592 – Orsoy, 7/17 juli 1642), de vijfde zoon van graaf Johan VII ‘de Middelste’ van Nassau-Siegen en diens eerste echtgenote, gravin Magdalena van Waldeck-Wildungen. Christiane's oudere halfbroer van moederszijde, Christiaan van Waldeck-Wildungen, was in in november 1604 gehuwd met Elisabeth van Nassau-Siegen, de oudste zuster van Willem.

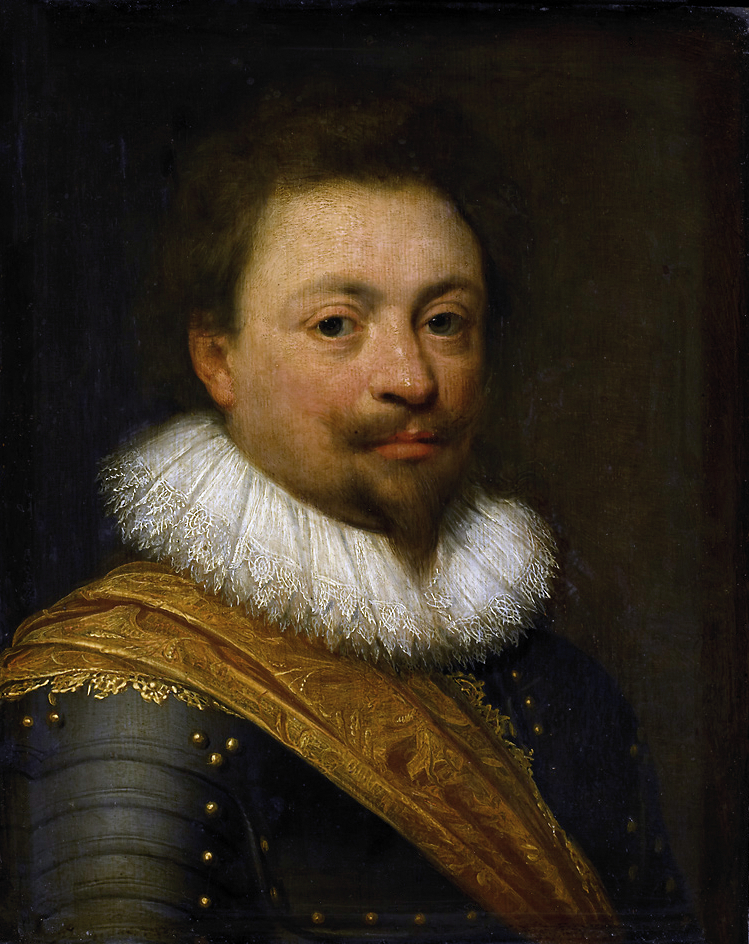
Graaf Willem van Nassau-Siegen, de echtgenoot van Christiane. Atelier van Jan Antonisz. van Ravesteyn, ca. 1620-1630, Rijksmuseum Amsterdam.

Na het aflopen van het Twaalfjarig Bestand in 1621 nam Willem dienst in het Staatse leger, waar hij op 24 juli 1622 werd benoemd tot kolonel der infanterie. In 1625 werd hij gouverneur van Emmerik en van 1626 tot 1637 was hij gouverneur van Heusden. Willem nam deel aan het Beleg van ’s-Hertogenbosch en het Beleg van Maastricht. In april 1633 werd hij benoemd tot veldmaarschalk als opvolger van graaf Ernst Casimir van Nassau-Diez.
Op 13/23 januari 1624 stond Johan VIII ‘de Jongere’ vrijwillig de soevereiniteit over het ambt Hilchenbach met de Burcht Ginsburg en enkele plaatsen die tot de ambten Ferndorf en Netphen behoorden, aan Willem af. Voortaan had het graafschap Nassau-Siegen, tot 1645, twee regeringen, de ene in Siegen, de andere in Hilchenbach. Voor een korte periode (1632–1635) onderging deze situatie echter een tijdelijke verandering: tijdens de Dertigjarige Oorlog kwamen zijn broers, die aan protestantse zijde vochten, in opstand tegen Johan ‘de Jongere’. Gravin-weduwe Margaretha wendde zich door bemiddeling van graaf Lodewijk Hendrik van Nassau-Dillenburg tot koning Gustaaf II Adolf van Zweden en vroeg om hulp tegen de machinaties van haar stiefzoon Johan ‘de Jongere’. Bijgevolg zond de Zweedse koning op 14 februari 1632 vanuit Frankfurt een bevel aan Lodewijk Hendrik om zijn verwant Johan Maurits militaire steun te verlenen. Lodewijk Hendrik bezette toen de stad Siegen met zijn regiment bestaande uit Nederlandse en Zweedse soldaten. Een dag later, op 29 februari, arriveerden Johan Maurits en zijn broer Hendrik in Siegen. Op 4 maart, na lange en moeizame onderhandelingen, huldigden de burgers Johan Maurits en Hendrik. Johan Maurits verkreeg voor zichzelf niet alleen het ambt Freudenberg, dat zijn vader in het testament van 1621 voor hem bestemd had, maar ook Netphen, dat in hetzelfde testament voor Johan ‘de Jongere’ bestemd was. Willem werd niet alleen bevestigd in het bezit van Hilchenbach, maar kreeg ook Ferndorf en Krombach, zoals het testament van zijn vader had bepaald. De stad Siegen bracht alleen hulde aan Willem en Johan Maurits, die pas in 1635 hun oudere broer Johan ‘de Jongere’ weer tot de mede-soevereiniteit toelieten. Deze herstelde echter spoedig de oude orde: in 1636 werd hij opnieuw de enige eigenaar van de bezittingen van zijn vader, met uitzondering van Hilchenbach, dat hij aan Willem liet, en bestuurde hij de stad Siegen weer alleen. Johan Maurits werd opnieuw uitgesloten van de soevereiniteit over het graafschap.
In 1637 werd Willem gouverneur van Sluis en nam hij deel aan het Beleg van Breda. Bij de Slag bij Calloo op 17 juni leed hij een nederlaag en verloor 2000 man, waaronder zijn zoon Maurits Frederik. Tijdens het Beleg van Gennep in 1641 kreeg Willem een musketschot in de buik, waaraan hij later bezweek. Hij overleed op 7/17 juli 1642 in Orsoy en werd op 24 juli 1642 begraven in Heusden. Hij liet zijn deel van het graafschap Nassau-Siegen na aan zijn halfbroer Johan Maurits.
Graaf Willem Frederik van Nassau-Diez, de stadhouder van Friesland, noteerde in juni 1645 in zijn dagboek dat Christianes jongste dochter, de zestienjarige Wilhelmina Christina, de favoriete vriendin was van prins Willem II van Oranje, ‘die hij zoo dicwils custe als hij woude, alleen sijnde, en de borstjes tastede’. Willem II had Wilhelmina Christina wel moeten beloven ‘sich deechlijck te hauden’, maar het gevolg van deze intimiteit was dat Christiane niet wou hebben dat haar dochter alleen bij prins Willem was, ‘doch dat sie het allebeide sochten’. Als Christiane binnenkwam ‘maeckte prins Wilhelm den slaepert’.
Christiane overleed op 6 juli 1646 in Culemborg. Ze werd begraven in Heusden.

## Kinderen
Uit het huwelijk van Christiane en Willem werden de volgende kinderen geboren:
1. Johan Willem (Slot Siegen, 28 oktober 1619[noot 6] – aldaar, 25 augustus 1623Jul.[noot 7]).
2. Maurits Frederik (Slot Siegen, 19 januari 1621[noot 8] – Calloo, 17 juni 1638), was kapitein in het Staatse leger, gesneuveld in de Slag bij Calloo.
3. Maria Magdalena (Slot Siegen, 21 oktober 1622[noot 9] – Spa, 20/30 augustus 1647[noot 10]), huwde in Culemborg op 25 augustus 1639 met graaf Filips Theodoor van Waldeck-Eisenberg (2 november 1614 – Korbach, 7 december 1645).
4. Ernestina Juliana (Siegen, 17/27 juli 1624 – Heusden, 9 juli 1634).[noot 11]
5. Elisabeth Charlotte (Emmerik, 11 maart 1626[noot 12] – Culemborg, 16 november 1694Jul.[noot 13]), huwde in Culemborg op 29 november/9 december 1643[noot 14] met vorst George Frederik van Waldeck-Eisenberg (Arolsen, 31 januari 1620Jul. – aldaar, 9 november 1692Jul.).
6. Hollandina (Heusden, 2 maart 1628[noot 15] – aldaar, 14 oktober 1629[noot 16]).
7. Wilhelmina Christina (1629[noot 17] – Hildburghausen, 22 januari 1700[noot 18]), huwde op Slot Arolsen op 26 januari 1660[noot 19] met graaf Josias II van Waldeck-Wildungen (Wildungen, 31 juli 1636 – Kandia, 8 augustus 1669).

Een van de dochters uit dit huwelijk was verloofd met graaf Crato van Nassau-Saarbrücken.

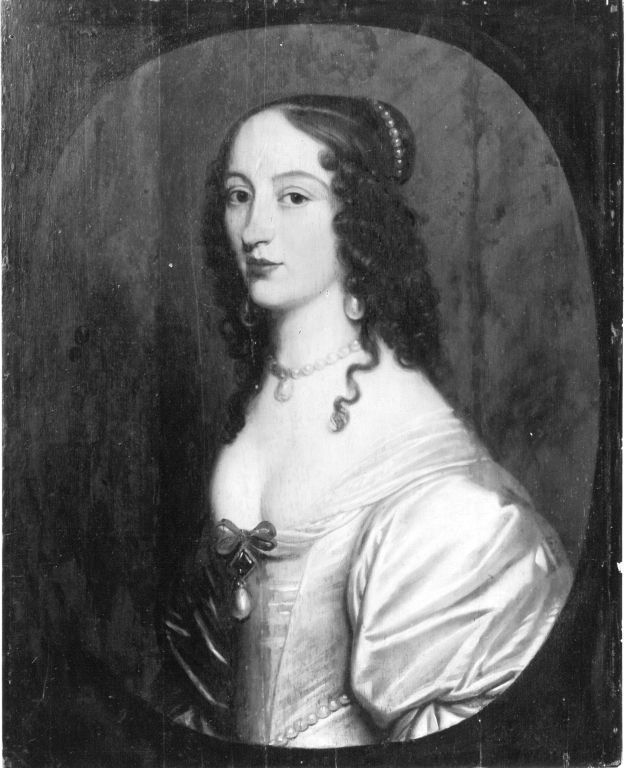
Gravin Maria Magdalena van Nassau-Siegen (1622-1647).
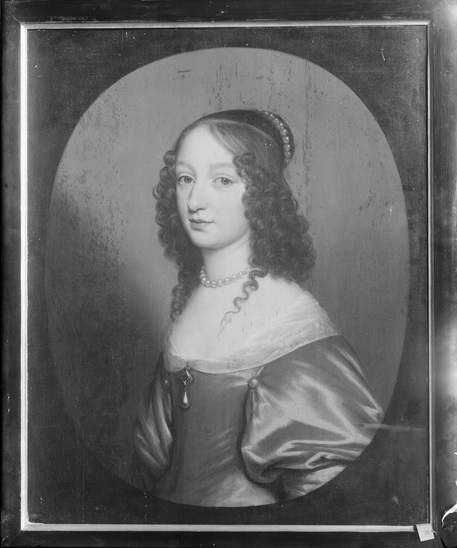
Gravin Wilhelmina Christina van Nassau-Siegen (1629-1700).

## Voorouders
| Voorouders van Christiane van Erbach | Voorouders van Christiane van Erbach                                              | Voorouders van Christiane van Erbach                                              | Voorouders van Christiane van Erbach                                                | Voorouders van Christiane van Erbach                                              | Voorouders van Christiane van Erbach                                                        | Voorouders van Christiane van Erbach                                                          | Voorouders van Christiane van Erbach                                                     | Voorouders van Christiane van Erbach                                                     |
| ------------------------------------ | --------------------------------------------------------------------------------- | --------------------------------------------------------------------------------- | ----------------------------------------------------------------------------------- | --------------------------------------------------------------------------------- | ------------------------------------------------------------------------------------------- | --------------------------------------------------------------------------------------------- | ---------------------------------------------------------------------------------------- | ---------------------------------------------------------------------------------------- |
| Betovergrootouders                   | George I van Erbach (1440–1481) ⚭ 1472 Cordula van Fraunberg (?–1501)             | Michael II van Wertheim (?–1531) ⚭ Barbara van Eberstein (?–1529)                 | Johan VI van Salm-Dhaun (1461–1499) ⚭ 1480 Johanna van Meurs-Saarwerden (1464–1510) | Ferdinand van Neufchatel (1452–1522) ⚭ 1485 Claudia van Vergy (1465–1512)         | Burchard van Barby en Mühlingen (1454–1505) ⚭ 1482 Magdalena van Mecklenburg (?–1532)       | Gebhard VII van Mansfeld-Hinterort (1478–1558) ⚭ 1510 Margaretha van Gleichen (ca. 1495–1567) | Ernst van Anhalt-Zerbst (?–1516) ⚭ 1494 Margaretha van Münsterberg (1473–1530)           | Joachim I Nestor van Brandenburg (1484–1535) ⚭ 1502 Elisabeth van Denemarken (1485–1555) |
| Overgrootouders                      | Everhard XI van Erbach (1475–1539) ⚭ 1503 Maria van Wertheim (1485–1553)          | Everhard XI van Erbach (1475–1539) ⚭ 1503 Maria van Wertheim (1485–1553)          | Filips van Salm-Dhaun (1492–1521) ⚭ 1514 Antoinette van Neufchatel (1496–1544)      | Filips van Salm-Dhaun (1492–1521) ⚭ 1514 Antoinette van Neufchatel (1496–1544)    | Wolfgang van Barby en Mühlingen (1502–1564) ⚭ 1526 Agnes van Mansfeld-Hinterort (1511–1558) | Wolfgang van Barby en Mühlingen (1502–1564) ⚭ 1526 Agnes van Mansfeld-Hinterort (1511–1558)   | Johan II van Anhalt-Zerbst (1504–1551) ⚭ 1534 Margaretha van Brandenburg (1511–1577)     | Johan II van Anhalt-Zerbst (1504–1551) ⚭ 1534 Margaretha van Brandenburg (1511–1577)     |
| Grootouders                          | Everhard XII van Erbach (1511–1564) ⚭ 1538 Margaretha van Salm-Dhaun (1521–1576)  | Everhard XII van Erbach (1511–1564) ⚭ 1538 Margaretha van Salm-Dhaun (1521–1576)  | Everhard XII van Erbach (1511–1564) ⚭ 1538 Margaretha van Salm-Dhaun (1521–1576)    | Everhard XII van Erbach (1511–1564) ⚭ 1538 Margaretha van Salm-Dhaun (1521–1576)  | Albrecht X van Barby en Mühlingen (1534–1588) ⚭ 1559 Maria van Anhalt-Zerbst (1538–1563)    | Albrecht X van Barby en Mühlingen (1534–1588) ⚭ 1559 Maria van Anhalt-Zerbst (1538–1563)      | Albrecht X van Barby en Mühlingen (1534–1588) ⚭ 1559 Maria van Anhalt-Zerbst (1538–1563) | Albrecht X van Barby en Mühlingen (1534–1588) ⚭ 1559 Maria van Anhalt-Zerbst (1538–1563) |
| Ouders                               | George III van Erbach (1548–1605) ⚭ 1592 Maria van Barby en Mühlingen (1563–1619) | George III van Erbach (1548–1605) ⚭ 1592 Maria van Barby en Mühlingen (1563–1619) | George III van Erbach (1548–1605) ⚭ 1592 Maria van Barby en Mühlingen (1563–1619)   | George III van Erbach (1548–1605) ⚭ 1592 Maria van Barby en Mühlingen (1563–1619) | George III van Erbach (1548–1605) ⚭ 1592 Maria van Barby en Mühlingen (1563–1619)           | George III van Erbach (1548–1605) ⚭ 1592 Maria van Barby en Mühlingen (1563–1619)             | George III van Erbach (1548–1605) ⚭ 1592 Maria van Barby en Mühlingen (1563–1619)        | George III van Erbach (1548–1605) ⚭ 1592 Maria van Barby en Mühlingen (1563–1619)        |